# Celtic Woman
A Celtic Woman ír zenekar. Csak nők alkotják. Kelta zenét, népzenét, popzenét és "classical crossover" zenét játszanak.

## Története
2004-ben alakultak. Sűrűek voltak a tagcserék a zenekarban. Lemezeiket a Manhattan Records kiadó jelenteti meg.

## Tagok
Jelenlegi tagok
- Máiréad Carlin
- Éabha McMahon
- Tara McNeill
- Megan Walsh

## Korábbi tagok
- Chloé Agnew
- Órla Fallon
- Lynn Hilary
- Lisa Kelly
- Lisa Lambe
- Susan McFadden
- Méav Ní Mhaolchatha
- Máíréad Nesbitt
- Deirdre Shannon
- Alex Sharpe
- Hayley Westenra

## Diszkográfia
- Celtic Woman (2005)
- A Christmas Celebration (2006)
- A New Journey (2007)
- A Celtic Family Christmas (2008)
- The Greatest Journey (2008)
- Songs from the Heart (2010)
- Lullaby (2011)
- Believe (válogatáslemez, 2011)
- An Irish Journey (2011)
- A Celtic Christmas (2011)
- Believe (2012)
- Home for Christmas (2012)
- Silent Night (2012)
- Emerald - Musical Gems (2014)
- O Christmas Tree (2014)
- Destiny (2015)
- Voices of Angels (2016)
- The Best of Christmas (2017)
- Homecoming - Live from Ireland (2018)
- Ancient Land (2018)
- The Magic of Christmas (2019)
- Celebration: 15 Years of Music and Magic (2020)
- Postcards from Ireland (2021)